# Гладуш, Иван Дмитриевич
Иван Дмитриевич Гладуш (укр. Іван Дмитрович Гладуш; 24 июля 1929, дер. Мишурин Рог — 6 декабря 2018) — министр внутренних дел Украинской ССР (1982—1990), генерал внутренней службы Украины (с 20 августа 2010 года), генерал-полковник внутренней службы (1985). Член ЦК КПУ. Воспитатель милицейских кадров, среди учеников несколько генералов, среди которых Ю. Ф. Кравченко и другие. Старший брат Виктора Гладуша.

## Биография
Окончил Днепропетровский автотранспортный техникум (1951), был направлен в ГАИ. Семь лет проработал в должности рядового автоинспектора. Заочно закончил Московский машиностроительный институт. В 1963—1966 годах возглавлял Днепропетровское областное управление ГАИ. В 1968 году стал начальником УВД Днепропетровской области, в должности по 1974 год. После был назначен на должность начальника УВД Донецкой области. В 1977 году назначен замминистра внутренних дел, а в 1982 году сменил на посту министра внутренних дел Ивана Головченко. Один из основных организаторов ликвидации последствий аварии на Чернобыльской АЭС.
Возглавлял Всеукраинский фонд правоохранительных органов «Правозахист», а также Национальный музей «Чернобыль», в должности генерального директора, член коллегии МВД Украины. Почётный президент Международного комитета защиты прав человека.

## Награды
- Орден князя Ярослава Мудрого V ст. (20 июля 2004) — за многолетний плодотворный труд в органах внутренних дел, весомый вклад в патриотическое воспитание молодежи и по случаю 75-летия со дня рождения[4]
- Орден «За заслуги» III ст. (21 июля 1999) — за многолетнюю добросовестную работу в органах внутренних дел[5]
- Орден Богдана Хмельницкого III ст. (12 декабря 2008) — за мужество, самоотверженность, высокий профессионализм, проявленные при ликвидации последствий Чернобыльской катастрофы, весомые трудовые достижения, активную общественную деятельность[6]
- Отличие «Именное огнестрельное оружие» (7 мая 1997) — за многолетнюю работу в органах внутренних дел, весомый личный вклад в ликвидацию последствий аварии на Чернобыльской АЭС[7]